# V360 Водолея
V360 Водолея (лат. V360 Aquarii) — одиночная переменная звезда в созвездии Водолея на расстоянии (вычисленном из значения параллакса) приблизительно 11216 световых лет (около 3439 парсеков) от Солнца. Видимая звёздная величина звезды — от +13m до +12,3m.

## Характеристики
V360 Водолея — жёлто-белая пульсирующая переменная звезда типа RR Лиры (RRAB) спектрального класса F. Радиус — около 6,49 солнечных, светимость — около 79,771 солнечных. Эффективная температура — около 6771 К.